# 디종 FCO
디종 풋볼 코트도르(Dijon Football Côte d'Or, Dijon FCO)는 1998년에 창단된 프랑스 디종의 축구 클럽으로, 현재 샹피오나 나시오날에서 활동하고 있다.

## 역사
디종 FCO는 1903년 '세르클러 라이크 디종'(디종 세속 클럽)의 창단으로 시작한다. 이 클럽은 1913년 축구단을 창단했다. 제 2차 세계 대전 당시 구단은 '세르클러 스포르티프 디종'(디종 스포츠 클럽)으로 명칭을 변경했다. 1945년 부르고뉴 지역 리그에 참여했으며, 1960년 부르고뉴 챔피언십에서 우승했다.
1962년 아마추어 최상위 리그 샹피오나 드 프랑스 아마퇴르에 참가했으며, 피에르 단젤 감독의 지휘아래 1965년 CFA 리그에서 우승했다.
1998년 디종 지역의 최강자인 '세르클러 라이크 디종'과 '디종 FC'가 합병되어 '디종 풋볼 코트도르'가 탄생했다. 2000년대 초반까지 디종 구단은 강등을 면하기 바빴던 클럽이었다. 2002년 루디 가르시아 감독이 지휘봉을 잡고, 2004년 구단이 프로화를 거치며 구단의 운명은 뒤바뀌었다. 2004년 디종은 쿠프 드 프랑스에서 준결승에 오르고, 동시에 리그 2로의 승격에 성공했다.
디종 구단은 꾸준히 리그 1로의 승격을 목표로 했으나 번번이 실패했다. 리그 1 2006-07 시즌 도중 루디 가르시아 감독이 르망 FC로 떠나고, 세르주 로마노 감독이 지휘봉을 잡았다. 로마노 감독은 구단 사상 최초로 리그 2 3위로 구단을 올려놓았으나 역부족이었고, 2007년 12월 파루크 하지베지치가 지휘봉을 잡았다. 2009년 후임으로 파트리스 카르테롱이 선임되었고, 2011년 여름 구단 역사상 최초로 리그 1 승격에 성공하였다. 그러나 리그 1 2011-12 시즌을 끝마치고 곧바로 리그 2로 강등되었다.
2012년 올리비에 달롤리오 감독이 지휘봉을 잡았고, 리그 2 2015-16 시즌을 2위로 마치며 리그 1으로 재차 승격에 성공하였다.

## 선수단 및 코칭 스태프

### 현재 선수단
참고: FIFA 자격 규정에 따라 소속된 국가대표팀 국기를 표시합니다. 선수는 복수의 FIFA 비회원국 국적을 가지고 있을 수 있습니다.
| 번호 | 포지션 | 국적       | 이름                            |
| ---- | ------ | ---------- | ------------------------------- |
| 1    | GK     |            | 벤자민 르로이                   |
| 2    | DF     |            | 렁 아담                         |
| 3    | MF     |            | 앙토니 벨몽테                   |
| 4    | DF     |            | 조르당 로티에                   |
| 5    | DF     | 세네갈     | 파피 질로보지                   |
| 6    | MF     |            | 기욤 사라베이루                 |
| 7    | FW     |            | 요앙 리비에르                   |
| 8    | MF     |            | 피에르 리-멜루                  |
| 9    | FW     |            | 로이스 디오니                   |
| 10   | MF     |            | 제레미 벨라                     |
| 11   | FW     | 카보베르데 | 줄리우 타바레스                 |
| 13   | MF     |            | 마르뱅 마르탱 (릴 OSC에서 임대) |
| 14   | MF     |            | 조르당 마리에                   |
| 15   | MF     |            | 플로랑 발몽                     |

| 번호 | 포지션 | 국적        | 이름                |
| ---- | ------ | ----------- | ------------------- |
| 16   | GK     |             | 보비 알랭           |
| 17   | MF     | 알제리      | 메디 아베이드       |
| 18   | MF     |             | 프레데릭 사마리타노 |
| 19   | DF     |             | 발렌탱 로시에르     |
| 20   | MF     |             | 로맹 아말피타노     |
| 21   | DF     | 모로코      | 유니스 압델하미드   |
| 23   | DF     |             | 빈센트 뤼플리       |
| 25   | DF     | 콩고 공화국 | 아놀 부카 무투      |
| 26   | DF     | 모로코      | 푸아드 샤픽         |
| 27   | DF     |             | 세드리크 바로       |
| 29   | MF     |             | 딜랭 바암불라       |
| 30   | GK     |             | 밥티스테 레이네     |
| —    | MF     |             | 요앙 가스티엥       |

### 임대 중인 선수
참고: FIFA 자격 규정에 따라 소속된 국가대표팀 국기를 표시합니다. 선수는 복수의 FIFA 비회원국 국적을 가지고 있을 수 있습니다.
| 번호 | 포지션 | 국적 | 이름                                             |
| ---- | ------ | ---- | ------------------------------------------------ |
| —    | GK     |      | 엔조 바실리오 (퀘벨리-루엥로 임대)               |
| —    | MF     |      | 제시 베네 (아브랑셰로 임대)                      |
| —    | MF     |      | 에르왕 마우리 (US 퀘빌리-루엥퀘벨리-루엥로 임대) |

| 번호 | 포지션 | 국적   | 이름                                  |
| ---- | ------ | ------ | ------------------------------------- |
| —    | FW     |        | 샤를리 두투르니에르 (콩카르노로 임대) |
| —    | FW     | 세네갈 | 마마두 티암 (클레르몽 푸트로 임대)    |

## 역대 감독
| 감독              | 임기      |
| ----------------- | --------- |
| 레옹 글로바츠키   | 1962~1966 |
| 올리비에 달롤리오 | 2012~2018 |
| 앙투안 콩부아레   | 2019      |
| 스테판 조바       | 2019~2020 |
| 다비드 리나레스   | 2020      |
| 오마르 다프       | 2022~2023 |